# Montigny-lès-Cormeilles
Montigny-lès-Cormeilles är en kommun i departementet Val-d'Oise i regionen Île-de-France i norra Frankrike. Kommunen ligger i kantonen Cormeilles-en-Parisis som tillhör arrondissementet Argenteuil. År 2022 hade Montigny-lès-Cormeilles 22 390 invånare.

## Befolkningsutveckling
Antalet invånare i kommunen Montigny-lès-Cormeilles
| Referens: INSEE |